# NGC 7316
NGC 7316 is een spiraalvormig sterrenstelsel in het sterrenbeeld Pegasus. Het hemelobject werd op 18 september 1784 ontdekt door de Duits-Britse astronoom William Herschel.

## HD 214128
Vanaf de Aarde gezien bevindt het stelsel NGC 7316 zich net noordoostwaarts van de ster HD 214128 (magnitude 6). Deze ster hoort echter toe aan het melkwegstelsel en is, voorgrondster zijnde, slechts op een schijnbare manier verwant aan het stelsel NGC 7316.

## Synoniemen
- UGC 12098
- IRAS 22335+2003
- MCG 3-57-20
- KUG 2233+200
- MK 307
- ZWG 452.30
- KARA 974
- PGC 69259